# Lana Condor

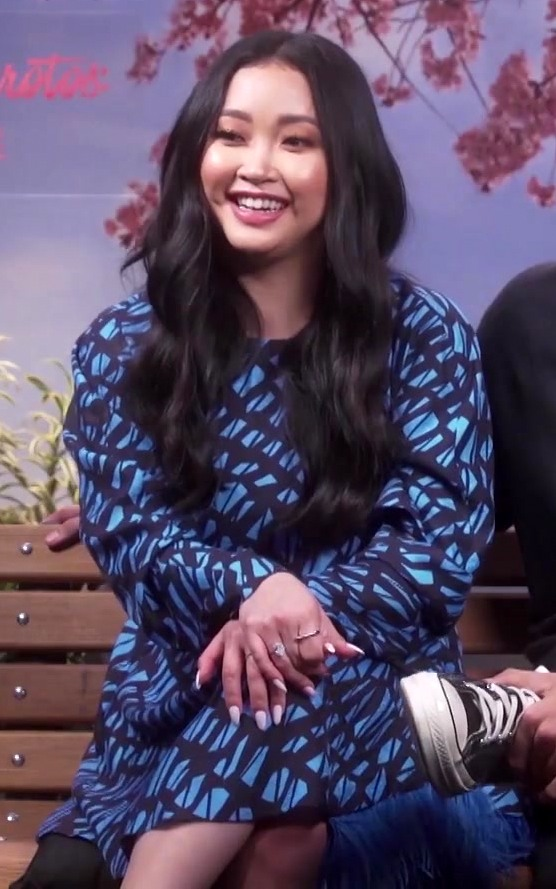
Lana Condor (2020)

Lana Therese Condor (ur. 11 maja 1997 w Cần Thơ) – amerykańska aktorka wietnamskiego pochodzenia, która wystąpiła m.in. w filmach X-Men: Apocalypse i Dzień patriotów.

## Życiorys
Condor urodziła się 11 maja 1997 roku w Cần Thơ, w Wietnamie, jako Tran Dong Lan. Została adoptowana 6 października 1997, wraz ze swoim przybranym bratem Arthurem, przez amerykańskich rodziców - Mary Carol (z domu Haubold) i Boba Condora. Po adopcji została ochrzczona jako Lana Therese Condor. Bob Condor był dwukrotnie nominowanym do nagrody Pulitzera dziennikarzem.
Condor i jej rodzina mieszkali na Whidbey Island w stanie Waszyngton i w Nowym Jorku.
Jako dziecko, Lana chodziła do szkół baletu Joffrey Ballet, Rock School for Dance Education i Alvin Ailey American Dance Theatre. Tańczyła też z Los Angeles Ballet i uczyła się teatru improwizacji z The Groundlings. Condor brała lekcje aktorstwa w New York Film Academy oraz w Yale Summer Conservatory for Actors. W 2014 roku otrzymała stypendium teatralne w California State Summer School of Arts. Uczęszczała też do Professional Performing Arts School w Nowym Jorku. W 2015 roku ukończyła Notre Dame Academy w Los Angeles.

### Kariera
Condor zadebiutowała jako mutantka Jubilee w filmie Bryana Singera X-Men: Apocalypse z 2016 roku. Następnie pojawiła się w dramacie Petera Berga Dzień patriotów, o zamachu w Bostonie. Film miał swoją premierę na AFI Fest, a kinowa premiera odbyła się 21 grudnia 2016. W następnym roku zagrała u boku Jamesa Franco i Julii Jones w filmie High School Lover.
Condor wcieliła się w rolę Lary Jean Covey w melodramacie Susan Johnson Do wszystkich chłopców, których kochałam, opartym na powieści Jenny Han o tym samym tytule. Film został wydany przez Netfliksa 17 sierpnia 2018. W sequelu, Do wszystkich chłopców: P.S. Wciąż cię kocham, opublikowanym w lutym 2020 roku, ponownie wcieliła się w tę rolę. Wystąpiła także jako Koyomi K. w filmie science fiction Roberta Rodrigueza Alita: Battle Angel, który został wyprodukowany przez Jamesa Camerona. Film został wydany 21 grudnia 2018.
Zagrała u boku Analeigh Tipton i Justina Chatwina w serialu Summer Night, produkowanym przez Josepha Crossa i Jamesa Ponsoldta. Condor została obsadzona jako Saya Kuroki w telewizyjnym serialu Syfy Szkoła zabójców, opartym na serii komiksów Deadly Class.
Condor została obsadzona w głównej roli w serialu Boo, Bitch.

## Życie prywatne
Condor od 2015 roku spotykała się z piosenkarzem i aktorem, Anthonym De La Torre. W styczniu 2022 ogłosili swoje zaręczyny. Para pobrała się w październiku 2024 roku.

## Filmografia

### Film
| Rok  | Tytuł                                         | Rola                     | Uwagi          |
| ---- | --------------------------------------------- | ------------------------ | -------------- |
| 2016 | X-Men: Apocalypse                             | Jubilation Lee / Jubilee |                |
| 2016 | Dzień patriotów                               | Li                       |                |
| 2018 | Do wszystkich chłopców, których kochałam      | Lara Jean Covey          | film Netfliksa |
| 2019 | Alita: Battle Angel                           | Koyomi                   |                |
| 2019 | Summer Night                                  | Lexi                     |                |
| 2020 | Do wszystkich chłopców: P.S. Wciąż cię kocham | Lara Jean Covey          | film Netfliksa |
| 2021 | Do wszystkich chłopców: Zawsze i na zawsze    | Lara Jean Covey          | film Netfliksa |
| 2022 | Wyprawa na Marsa                              | Sophie                   |                |

### Telewizja
| Rok  | Tytuł             | Rola                 | Uwagi                           |
| ---- | ----------------- | -------------------- | ------------------------------- |
| 2017 | Licealna miłość   | Allison              | film TV                         |
| 2019 | Szkoła zabójców   | Saya Kuroki          | główna rola                     |
| 2019 | Rilakkuma i Kaoru | Kaoru (głos)         | główna rola (angielski dubbing) |
| 2019 | BoJack Horseman   | Casey McGarry (głos) | 2 odcinki                       |